# Marble Falls (Teksas)
Marble Falls – miasto w Stanach Zjednoczonych, w stanie Teksas, w hrabstwie Burnet, nad rzeką Colorado.

## Demografia
Według przeprowadzonego przez United States Census Bureau spisu powszechnego w 2010 miasto liczyło 6 077 mieszkańców, co oznacza wzrost o 22,5% w porównaniu do roku 2000. Natomiast skład etniczny w mieście wyglądał następująco: biali 83,1%, Afroamerykanie 3,9%, Azjaci 0,8%, pozostali 12,2%.